# Rodnad
[Rodnad är] det mest egendomliga och det mest mänskliga av människans alla uttryckssätt.

— Charles Darwin 1872 i The Expression of the Emotions in Man and Animals
Rodnad är en tillfällig rödaktig färgnyans i ansiktet. Uttrycket används nästan enbart då det sker som ett resultat av blyghet, skamkänsla eller social fobi. Att rodna kan även associeras med att vara kär.
En mer långvarig rodnad på någon kroppsdel kallas i medicinen erytem.
För vissa människor kan rodnad vara ett stort problem och kan utvecklas till, eller bero på, social fobi. För att avhjälpa eller lindra detta används ibland kognitiv beteendeterapi, läkemedel eller operation.